# Symfonický orchestr Frýdek-Místek
Symfonický orchestr Frýdek-Místek (SOFM) je neprofesionální symfonické hudební těleso ve Frýdku-Místku. Uměleckou činnost orchestru zajišťuje Společnost pro symfonickou a komorní hudbu ve Frýdku-Místku. Současným[kdy?] šéfdirigentem je Zdeněk Smolka.
Orchestr tvoří amatérští hudebníci, studenti konzervatoří, učitelé uměleckých škol, důchodci, bývalí profesionální hudebníci a další hudebníci. Těleso spolupracuje s pěveckými sbory, mladými začínajícími umělci i profesionálními hudebníky.

## Historie
Orchestr vznikl na jaře roku 1962 z iniciativy místního hudebníka Jana Vaška. Původní hudební těleso národního podniku Válcovny plechu Frýdek-Místek tvořilo několik desítek většinou amatérských hudebníků. V průběhu let nastudoval obsáhlý repertoár klasické symfonické literatury.
Charakteristický interpretační rukopis získal pod uměleckým vedením Jaromíra Václavíka a pod taktovkou dirigenta Jaromíra Javůrka. Orchestr uvádí díla českých i zahraničních skladatelů s důrazem na autory spjaté s městem a regionem, ale také na stylovou rozmanitost.
V roce 2015 SOFM zahajoval benefiční festival Sweetsen fest.